# Walter Thor

Walter Thor: Selbstbildnis (1906)

Walter Thor (* 13. Februar 1870 in Neusalz an der Oder, Provinz Schlesien; † 15. Januar 1929 in München) war ein deutscher Maler und Grafiker.

## Leben
Der Sohn eines Ingenieurs besuchte ab Mai 1889 zunächst die Naturklasse von Nikolaus Gysis an der Münchner Kunstakademie, wechselte jedoch nach kurzer Zeit zu Franz von Defregger, dessen Meisterschüler er wurde.
Nachdem er 1896 die Akademie verlassen hatte, gründete er in München eine private Mal- und Zeichenschule, die er bis 1921 leitete. Walter Thor gehörte zu den Gründungsmitgliedern der Luitpold-Gruppe und wurde später Präsident des Münchner Künstlerbundes Der Bund. Er war zudem Mitarbeiter der Zeitschrift Jugend, die einige seiner Werke auf ihren Titelblättern veröffentlichte.
Walter Thor wirkte hauptsächlich als Porträtist, wobei er Menschen aller Gesellschaftsschichten mit großem psychologischem Einfühlungsvermögen abbildete. Der Einfluss des Impressionismus zeigt sich in seiner lockeren Pinselführung und in der fein abgestuften, niemals grellen Farbigkeit.
Die Qualität seiner Bildnisse führt vielfach zu Vergleichen mit Wilhelm Leibl.
Von der hohen Wertschätzung, die man Walter Thors Malerei entgegenbrachte, zeugen die zahlreichen Auszeichnungen, mit denen seine Werke auf Kunstausstellungen im In- und Ausland bedacht wurden.
Seit 1904 wohnte Walter Thor und seine Familie – die mit dem Tiermaler Otto Gebler befreundet waren – im zweiten Stock des Hauses Ainmillerstraße 10 in München-Schwabing, ab 1910 befand sich im Dachgeschoss desselben Hauses auch sein Atelier.
Walter Thor verstarb im 59. Lebensjahr. Sein Grab befindet sich auf dem Münchner Nordfriedhof. Vom 15. November bis 31. Dezember 1929 veranstaltete die Münchner Künstlergenossenschaft eine Ausstellung seiner nachgelassenen Werke.

## Auszeichnungen
- 1895: Erste Medaille der Kunstakademie München
- 1901: Zweite Medaille Internationale Kunstausstellung, München
- 1901: Dritte Goldene Medaille der Kunstausstellung, Paris
- 1902: Erste Goldene Medaille Internationale Kunstausstellung, Rouen
- 1904: Silberne Medaille Weltausstellung St. Louis
- 1904: Große Goldene Österreichische Staatsmedaille, Salzburg
- 1909: Erste Große Goldene Medaille der 10. Internationalen Kunstausstellung, München
- 1910: Goldene Medaille, Buenos Aires
- 1911: Große Goldene Österreichische Staatsmedaille, Klagenfurt
- 1913: Professorentitel, verliehen durch König Ludwig III. von Bayern
- Ritterkreuz des Österreichischen Franz-Joseph-Ordens

## Schüler
- Hedwig von Branca
- Jorgos Busianis
- Fritz Discher
- Benno Elkan
- Margarethe Francksen-Kruckenberg
- Fritz Gartz
- Günther Grundmann
- Heinrich Heuser
- Sofia Laskaridou
- Alexander Mörk von Mörkenstein
- Hedwig Schäffer
- Wilhelm Schmidthild
- Fanny Inama von Sternegg
- Rudolf Stolz
- Rudolf Tillmetz
- Curt Wittenbecher
- Elisabeth Wolff-Zimmermann

## Werke (Auswahl)

Am Weihnachtsmorgen
Bauernmädchen
Bauernmädchen in Tracht (1903)
Lena, ein Leutascher Mädchen (1905)
Bauer aus Leutasch
Damenbildnis
Bildnis eines bärtigen Mannes (1919)
König Ludwig III. von Bayern

Gemälde in Museen
- 1903 Die Frau des Künstlers, Neue Pinakothek München
- 1903 Im Atelier, Neue Pinakothek München
- 1906 Selbstbildnis, Neue Pinakothek München
- 1910 Der Maler Otto Gebler, Städtische Galerie im Lenbachhaus
- 1910 Selbstbildnis, Museum Buenos Aires
- 1916 Selbstbildnis, Städtische Galerie im Lenbachhaus
- 1916 Familienbild, Städtische Galerie im Lenbachhaus
- 1917 Königin Maria Theresia von Bayern, Residenzmuseum
- 1918 König Ludwig III. von Bayern, Residenzmuseum

Bildnisse
- Am Weihnachtsmorgen
- Sohn Wilfried
- 1905 Lena Leutascher Mädchen
- 1915 König Ludwig III. von Bayern als Großmeister des Georgsordens
- 1917 Veronika